# Bohuslav Diviš

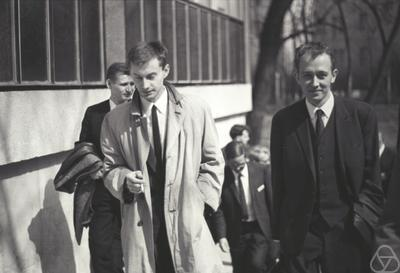
Bohuslav Diviš (links) zusammen mit Břetislav Novák, 1968

Bohuslav Diviš (* 20. Dezember 1942 in Prag; † 26. Juli 1976 in Normal, Illinois, Vereinigte Staaten) war ein tschechoslowakischer Mathematiker, der auf dem Gebiet der Zahlentheorie arbeitete.
Diviš gewann 1959 die tschechoslowakische und internationale Mathematik-Olympiade und studierte dann an der Karls-Universität in Prag Mathematik (er war Schüler von Vojtěch Jarník). Bei Jarník schrieb er 1966 seine Diplomarbeit und promovierte im Jahr 1969 mit der Dissertation „Über Gitterpunkte in mehrdimensionalen Ellipsoiden“ an der Universität Heidelberg bei Peter Roquette.
1970 wurde Diviš Assistant Professor an der Ohio State University (USA), ab 1973 war er Associate Professor.
Bei einem Konferenzbesuch an der Illinois State University starb er im Alter von 33 Jahren beim Schwimmen an Herzversagen.
Er war Autor von ungefähr 20 wissenschaftlichen Artikeln.